# Lois Rosindale
Lois Rosindale (Leeds, 17 de abril de 1990) es una deportista británica que compite en triatlón. Ganó una medalla de bronce en el Campeonato Europeo de Triatlón de 2014, en la prueba de relevo mixto.

## Palmarés internacional
| Campeonato Europeo | Campeonato Europeo  | Campeonato Europeo | Campeonato Europeo |
| Año                | Lugar               | Medalla            | Prueba             |
| ------------------ | ------------------- | ------------------ | ------------------ |
| 2014               | Kitzbühel (Austria) | Medalla de bronce  | Relevo mixto       |